# Iphofen
Iphofen er en by i Landkreis Kitzingen i Regierungsbezirk Unterfranken, i den tyske delstat Bayern. Den er administrationsby i Verwaltungsgemeinschaft Iphofen. Byen er kendt for sin vinproduktion, og af turister for sit maleriske middelalderlige og barokke bycentrum.

## Geografi
Iphofen ligger ved foden af Schwanberg, et af de højeste bjerge i Steigerwald. 10 km nord for Iphofen løber floden Main.
Iphofens landområde som breder sig i fire retninger; Det bliver i nord afgrænset af Schwanberg, mod øst af Kalbberg og mod syd af jernbanelinjen Nürnberg–Würzburg.

### Bydele
Ud over Iphofen er der landsbyerne Birklingen, Dornheim, Hellmitzheim, Mönchsondheim, Nenzenheim og Possenheim.
- Rödelseer Tor, nordsiden
- Rödelseer Tor, vestsiden
- Rödelseer Tor, indersiden

- Einersheimer Tor, Ostseite
- Einersheimer Tor, vestsiden
- Einersheimer Tor, indersiden

- Mittagsturm
- Kirken St. Veit, alteret
- Kirken St. Veit, orgelet